# Danildo Accioly
Danildo José São Pedro Accioly Filho, noto semplicemente come Danildo Accioly (Salvador, 30 marzo 1981), è un allenatore di calcio ed ex calciatore brasiliano, di ruolo difensore, tecnico del Santa Clara B.

## Caratteristiche tecniche
È un difensore centrale.

## Carriera
Con la maglia del Santa Clara ha disputato oltre 200 presenze fra Segunda Liga e Primeira Liga.
Dal 2008 al 2012 ha militato nel campionato azero con l'İnter Baku collezionando 81 presenze e segnando 6 reti.